# Comunicación en línea entre el hogar y la escuela
La comunicación en línea entre el hogar y la escuela es el uso de telecomunicación digital para comunicarse entre profesores, alumnado, padres, y otros agentes del sistema educativo.  El uso cada vez más extendido de herramientas  como el correo electrónico e Internet se aprovecha en educación  para mejorar el  aprendizaje de los estudiantes, y para facilitar la comunicación entre alumnos, padres, y escuelas.

## Visión general
La comunicación en línea fomenta habilidades de siglo XXI, tales como el  autoaprendizaje, la autogestión, la conciencia global, y las habilidades de pensamiento crítico en los estudiantes. Al utilizar canales de comunicación en línea, la escuela ayuda a los alumnos a adquirir reglas de netiqueta y habilidades técnicas y computacionales.  Además, los docentes pueden proporcionar a los padres  información frecuente sobre los programas escolares y sobre el progreso de sus hijos a través de correos electrónicos automatizados, sitios web oficiales y sistemas de gestión de aprendizaje. Esta comunicación flexibiliza los tiempos ya que puede tener lugar sincrónica o asincrónicamente.
Con la comunicación en línea, el aprendizaje puede ocurrir fuera de las horas escolares tradicionales, con la participación de los estudiantes en actividades colaborativas, como leer y responder mensajes de pares en foros, participar de experimentos y proyectos en grupo, escribir monografías de investigación y trabajos sobre  acontecimientos actuales. Además, la comunicación en línea puede conectar a una amplia gama de individuos y aumentar la diversidad de perspectivas a las que los estudiantes están expuestos.
Aun así, no todos los  padres, alumnos y profesores tienen acceso a una conexión a Internet ilimitada o a la tecnología digital necesaria para participar en esta comunicación en línea, y adquirir e instalar  la tecnología necesaria, hardware, y software, puede ser costoso inicialmente.  Además, las escuelas tienen que proporcionar orientación para manejarse en los entornos en línea y soporte técnico para asegurar que todos los potenciales usuarios estén en condiciones de participar.  Los profesores también necesitarán pasar tiempo adicional en línea como participantes activos en las actividades de comunicación (p. ej. actuando como moderadores de discusiones).  Además, la inmediatez de la comunicación en línea puede conducir a que padres y alumnos tengan la expectativa demasiado ambiciosa de tener al docente siempre disponible.

## Comunicación en línea entre padres y escuela
La comunicación en línea entre padres y escuelas es un método en que padres y docentes intercambian ideas a través de una plataforma en línea.  Para profesores y administradores, la comunicación en línea facilita el contacto con las familias y construye comunidad con los padres. .La comunicación en línea permite a los padres  recibir información actualizada sobre el rendimiento y las actividades escolares de su hijo y brinda oportunidades flexibles para evacuar dudas y proporcionar información a docentes y administradores escolares.
En el desarrollo actual de tecnología en el sector educativo,  existen numerosas maneras de conseguir conectividad inmediata con profesores terciarios o universitarios. En la educación en línea,  la comunicación en línea juega una función importante tanto  para los docentes como para el alumnado. Hay muchos institutos de formación y universidades  que ofrecen sus servicios de educación en línea y  crean un  circuito de comunicación  entre el estudiantado y el profesorado en donde se resuelven cuestiones de inmediato. Aquellos que se vieron obligados a interrumpir sus estudios para trabajar tendrán ahora con las universidades en línea una oportunidad de completar su educación y enriquecer su curriculum vitae con un diploma académico. A aquellos con algunos años de experiencia laboral pero sin título, las universidades en línea les brindan la posibilidad de obtener un diploma con base en esa experiencia. 

### Ventajas
Crear  formas de comunicación en línea puede aumentar la participación de los padres en la educación de sus hijos, lo cual a su vez incrementa en los alumnos el interés en su propio aprendizaje. La comunicación en línea ayuda a que los padres comprendan los procedimientos, filosofías y políticas áulicas.   Los padres se sienten de esta manera más implicados en la escolaridad de sus hijos y más conectados con el docente. En general, la comunicación en línea mejora las actitudes de los padres hacia el intercambio con profesores y otros agentes escolares.
Este estilo de comunicación permite una comunicación asincrónica y una mayor flexibilidad.  Con la comunicación en línea, los padres pueden iniciar conversaciones y expresar sus preocupaciones a profesores y otros agentes escolares con mayor facilidad. Además, la comunicación informal a través de chats o foros en línea puede reducir la ansiedad que generan en los padres los encuentros presenciales con el personal escolar.  Cuando es posible, la comunicación en línea puede también ofrecer la comodidad del anonimato.

### Desafíos
Aunque la mayoría del tiempo los docentes y los padres tienen la voluntad de comunicarse,  hay algunos desafíos que docentes y  familias necesitan afrontar conjuntamente.  Los desafíos más comunes implican asegurar que los padres tengan el conocimiento para utilizar el software, dispongan de conexión a internet continua y se superen las barreras lingüísticas..  Proporcionar capacitación o servicios de traducción a los padres para hacer la comunicación en línea más inclusiva puede implicar costos financieros a las escuelas.

## Comunicación en línea entre estudiantes y docentes
La comunicación en línea entre docentes y alumnos facilita el intercambio de ideas y el aprendizaje en línea. La comunicación en línea permite que el alumnado acceda a los materiales didácticos fuera del horario escolar y desarrolle relaciones con sus pares y con sus profesores.

### Ventajas
La creación de Web 2.0 y las redes sociales transformó el conocimiento en una construcción colectiva, fácilmente disponible en línea, a la que los estudiantes pueden acceder y contribuir. Promover la comunicación en línea entre docentes y alumnado crea oportunidades para que los estudiantes reciban retroalimentación y asistencia de docentes y pares fuera del horario y espacio escolar.  El estudiante puede enviar correos electrónicos, publicar preguntas, contribuir sus opiniones a foros discusión con pares, y visitar sitios web oficiales para obtener información relevante.
A través de comunidades de aprendizaje en línea de profesores y pares, el alumnado puede relacionarse con otros usuarios y desarrollar un sentido de comunidad y pertenencia. Aquellos estudiantes menos proclives a participar en discusiones cara a cara,  probablemente se sientan más cómodos al participar en actividades y discusiones en línea.  Esta comunicación en línea fortalece las relaciones de los estudiantes con su pares y docentes.

### Desafíos
El estudiante puede demostrar sentimientos de rechazo hacia la comunicación en línea o hacia la interdependencia entre pares en foros de Internet.  Para ser productiva , la comunicación en línea entre estudiantes y profesores requiere confianza, interactividad, expectativas comunes y objetivos compartidos.  Algunos alumnos esperan que sus  profesores estén disponibles las 24 h del día los 7 días de la semana, lo que resultaría una expectativa desmesurada hacia sus docentes. Además, la mayoría de alumnado participa en la comunicación en línea desde su casa, lo cual significa que puede llegar a necesitar  la ayuda de uno de los padres y esta puede no estar disponible.  Finalmente, el alumnado puede carecer de las habilidades técnicas o del acceso a la tecnología necesaria para participar de la comunicación en línea.

### Función de los profesores
Los profesores tienen gran responsabilidad  en establecer la comunicación y las comunidades en línea con los estudiantes, debido a su posición de liderazgo.  Muchas de las características de sus clases tienen que extenderse al entorno en línea, como su capacidad de guiar el aprendizaje y el comportamiento estudiantil. En la comunicación en línea, los profesores deben modelar y ser consistentes con el uso apropiado de la Netiqueta en todas sus participaciones.  Los profesores también tendrían que alentar a sus clases a desarrollar comunidades de aprendizaje en las que los procesos de un grupo tuvieran el poder de influir el comportamiento de los individuos. Estos entornos en línea tienen que alentar un sentido de apertura, amabilidad, y confianza, de modo que solucionar problemas se convierta en una tarea grupal.

### Ejemplos
Los profesores y el alumnado pueden preguntarse y responderse sobre cuestiones relacionadas con el curso y las tareas asignadas a través de correo electrónico. Las escuelas y los profesores pueden ofrecer sitios web oficiales con información importante sobre acontecimientos, tareas, y recursos que el alumnado puede utilizar fuera de la clase.
Tanto alumnos como docentes pueden publicar mensajes  en foros en línea como parte de sus tareas asignadas.  De este modo  pueden presentar puntos de vista diferentes, que no tienen la posibilidad de presentar en el aula.
 Los grupos de estudio en línea permiten al  alumnado mantener relaciones a distancia  con sus pares.  Estos grupos de estudio pueden ser creados dentro del sitio de la red social que se utiliza en el aula, para permitir que los usuarios se conecten entre sí directamente, más allá de las salas de chats y de los foros. 
Los profesores pueden desarrollar visitas virtuales, instancias de educación virtual, y entornos de aprendizaje virtual para su alumnado en entornos virtuales multi-usuarios.

## Tecnología y herramientas
La herramienta de comunicación en línea más extendida es el correo electrónico, el cual proporciona oportunidades para comunicación asincrónica, distribución instantánea a una audiencia de masa, acceso móvil, e intercambio de archivos. Los sitios web creados por los docentes proporcionan acceso a información administrativa en línea, calendarios, enlaces, blogs, etc. Los foros de internet permiten a estudiantes y docentes articular ideas, proporcionar y recibir retroalimentación, reflexionar sobre las perspectivas de otros, y recibir aclaraciones sobre ciertos conceptos. Las redes sociales  se utilizan para comunicación enfocada y abierta entre usuarios.  Los blogs permiten a los individuos expresar sus ideas en mayor detalle y con herramientas multimedia.

### Sistemas de administración y gestión de cursos.
Varios sistemas de administración de cursos están diseñados específicamente para facilitar la comunicación en línea en educación. El software eficiente de administración de cursos  tiende a incluir más información, widgets, funciones, y opciones de personalización que los sitios web creados por un docente.
La mayoría de sistemas de administración del curso incluyen:
- Información de clase: calendario, programa, prerrequisitos de inscripción, criterios de evaluación, y un FAQ o preguntas frecuentes
- Un tablero de aviso con información de curso actual
- Materiales didácticos: contenido de curso, copias de ayudas visuales, bibliografía y enlaces a recursos comunitarios
- Instrumentos de evaluación: autoevaluación, coevaluación, y evaluación formal.
- Soporte de comunicación: correo electrónico, hilos de discusión, y una sala de chat.
- Accesibilidad para profesores, administradores, y alumnado
- Procesadores de textos
- Herramientas administrativas: seguimiento de estudiantes, estadística, e informes

El software de sistemas de administración de cursos  incluye:
- Chamilo
- Claroline
- eFront
- ILIAS
- JoomlaLMS (Un SGA basado en la plataforma de Joomla)
- LAMS (Sistema de Administración de Actividad de Aprendizaje)
- Moodle
- Sakai